# Vidova
Vidova (serbisch-kyrillisch Видова) ist ein Dorf innert der Opština Čačak mit etwa 120 Einwohnern. Der Geburtsort des ehemaligen Patriarachen Irenj liegt etwa 10 km westlich der Bezirkshauptstadt Čačak.